# Teoria delle matrici
La teoria delle matrici è un ramo della matematica che concentra i suoi studi sulle matrici.
Nata inizialmente come ramo secondario dell'algebra lineare, è cresciuta sino ad acquisire dignità propria anche su temi come la teoria dei grafi, l'algebra, la combinatoria, e anche la statistica.

## Storia e panoramica generale
Il termine matrice fu usato per la prima volta da Sylvester ad indicare una serie di numeri. Nel 1855, Arthur Cayley utilizzò il termine matrice a rappresentare una trasformazione lineare. Questo periodo è stato considerato come l'inizio dell'algebra lineare e della teoria delle matrici. Gli studi degli spazi vettoriali su campi di dimensione finita, un ramo dell'algebra lineare che è utile nella teoria dei codici, ha condotto in modo del tutto naturale allo studio e all'uso di matrici su campi di dimensione infinita nella teoria dei codici.
Il modulo viene introdotto come generalizzazione significativa di quella di spazio vettoriale: infatti può essere considerato come tale sugli anelli. Conduce allo studio delle matrici sugli anelli. La teoria delle matrici in questo settore non sempre viene considerata come un ramo dell'algebra lineare. Tra i risultati che vengono riportati nella sezione teoremi utili, teorema di Hamilton-Cayley è valido se l'anello alla base è commutativo ma altri teoremi sono validi solo nei numeri complessi o nei numeri reali.
I quadrati magici e i quadrati latini, due antichi rami della matematica ricreativa, sono stati recentemente formalizzati utilizzando la teoria delle matrici. Il collegamento tra il quadrato latino e la teoria dei codici ci dimostra che la formalizzazione operata in epoca recente non può essere il frutto di una mera coincidenza. Se questi due rami della matematica possono essere in qualche modo accomunati, allora possiamo far risalire l'origine della teoria matriciale al 650 a.C.
La matrice di Payoff nella teoria dei giochi, un altro campo di cui John von Neumann fu uno dei primi studiosi, potrebbe essere considerato il primo utilizzo delle matrici nell'economia.
L'algoritmo del simplesso, una tecnica che riguarda le operazioni tra matrici di grandi dimensioni, è utilizzato per risolvere problemi di ricerca operativa, un campo fortemente collegato all'economia. Esistono altre applicazioni delle matrici nella teoria dei grafi. Per esempio, la matrice delle adiacenze costituisce una particolare struttura dati comunemente utilizzata nella rappresentazione dei grafi.
Un altro importante strumento usato in statistica è la matrice di correlazione.
La grafica al computer coinvolge anche complessi calcoli matriciali. Per esempio, la ricerca di un modo per ridurre al minimo la memoria necessaria per una migliore qualità della grafica.
Per l'ottimizzazione di problemi che coinvolgono funzioni di più variabili reali, le matrici definite positive vengono utilizzate per la ricerca di massimi e minimi.
Esistono inoltre usi pratici delle matrici negli anelli arbitrari. In particolare, la matrici negli anelli di polinomi sono utilizzate nella teoria del controllo.
Dal lato della pura matematica, la matrice di anelli è in grado di fornire un ricco campo aperto alle congetture matematiche, tra gli altri usi. Le matrici quadrate giocano un ruolo speciale, per il fatto che le matrici n×n con n fissato hanno più proprietà per la chiusura.
Inoltre, dal punto di vista puramente matematico, nelle matrici n×n, ci sono in modo del tutto naturale righe e colonne che fanno sì che la matrice sia effettivamente di dimensione n×n. Se una matrice può essere ridotta fino alla sua forma più semplice quando il numero di colonne iniziale non era uguale a n e il numero di righe iniziale non era uguale a n allora quella matrice non è quadrata o di dimensione n×n.

## Teoremi utili
- Teorema di Hamilton-Cayley
- Decomposizione di Jordan
- Decomposizione di Schur
- Decomposizione ai valori singolari